# Aldeia Nova
Aldeia Nova – miasto w Angoli, w prowincji Kwanza Północna.